# The First Time – Bedingungslose Liebe
The First Time – Bedingungslose Liebe ist ein deutscher Jugendfilm aus dem Jahre 2011, der sich mit den Themen der ersten großen Liebe, dem Erwachsenwerden und dem Einfluss von Freunden, Eltern sowie allgemein der Gesellschaft beschäftigt. Hauptthema ist die erste große Liebe zweier junger Männer und damit auch die Homosexualität.
Aufgebaut ist die Geschichte auf dem persönlichen und familiären Hintergrund von jeweils zwei unterschiedlichen jungen Menschen, die sich ineinander verliebt haben.
Der Film ist ein Jugendfilmprojekt, der in Zusammenarbeit mit dem Jugendnetzwerk Lambda in Berlin-Brandenburg e. V. realisiert und durch die Anna-Freud-Oberschule in Berlin unterstützt wurde. Seit 15. Juli 2011 ist der Film auf DVD erhältlich und wurde ab 12 Jahren freigegeben. Die Gesamtspielfilmlänge beträgt 91 Minuten. Der Vertrieb erfolgt über die „Salzgeber & Co. Medien GmbH“.
Während der 15. Queer-Filmwoche in Weiterstadt lief der Film zweimal im Kommunalen Kino.

## Handlung
Die Geschichte handelt von dem noch sehr unerfahrenen Billy (17 Jahre) und seinem Freund Nick (19 Jahre), die sich erst seit kurzem kennen und schätzen gelernt haben. Eines Abends, als die beiden in Billys elterlicher Wohnung allein sind, kommen sie sich näher. Auf einmal entfacht aus der Freundschaft eine Liebe, aber anstatt zusammen zum ersten Mal das Glück des Verliebtseins zu erfahren, kommt alles anders.
Schon nach sehr kurzer Zeit stellen die unterschiedlichen Ansichten beider die Beziehung auf eine sehr harte Probe. Anstatt für sich zu kämpfen, begehen sie das genaue Gegenteil. Billy klammert sich an Nick, doch ist dieser zu alledem noch nicht bereit. Nach und nach muss Billy erkennen, was mit seinem Freund passiert … Es kommt zu einem immensen Streit, bei dem beide Gewalt gegen ihren eigenen Partner anwenden. Nick macht Schluss und verweigert nun jeglichen Kontakt. Aus der einstigen Liebe wird Hass.
Ihre noch stark füreinander vorhandenen Gefühle lassen beide in ein tiefes Loch der Trauer fallen, da sie nicht wissen, wie sie nun mit der neuen, schwierigen Situation umgehen sollen. Billy versucht weiter, um Nick zu kämpfen – ohne Erfolg. Er sinkt allmählich so weit ab, dass selbst seine besten Freunde ihn nicht wiedererkennen. Als sich beide auf einer Party wiedertreffen, kommt Billys zuvor gewachsene Stärke mit der Situation umzugehen in arge Bedrängnis. Es kommt erneut zu einer starken Konfrontation.
„The First Time – Bedingungslose Liebe“ beschäftigt sich schwerpunktmäßig mit der Beziehungsproblematik beider Jungen, den Problemen der Erziehung und dem Umgang mit Menschen, die einem nahestehen.

## Produktion
Regie führte Timmy Ehegötz. Die Produktion erfolgte durch das Filmstudio Beyond Pictures. Gedreht wurde der Film in Berlin und im Erzgebirge.
Im Juli 2011 erschien der Film bei der „Salzgeber & Co. Medien GmbH“ auf DVD.

## Soundtrack
Marc Bradley komponierte für den Film einen eigenen Soundtrack, unter anderem die beiden Titelsongs „Billy´s Theme“ und „Billy & Nick“. Insgesamt 14 Tracks sind hierbei für den Film entstanden.

## Festivalteilnahme
15. Queer-Filmwoche in Weiterstadt (Aufführung am 23. und 24. Oktober 2011 im Kommunalen Kino)